# مگس‌گیر آبی هاینان
مگس‌گیر آبی هاینان (نام علمی: Cyornis hainanus) نام یک گونه از سرده مگس‌گیرهای آبی است.